# Keith Wiggins
Keith Wiggins, född 1 juli 1958 i London, är en brittisk entreprenör. Han var grundare till formel 1-stallet Pacific Racing. Efter Tony Bettenhausen Jr.s förtida död i ett flygplanshaveri övertog Wiggins ledningen för Bettenhausens CART-team Bettenhausen Motorsports.